# Esporte em Curitiba

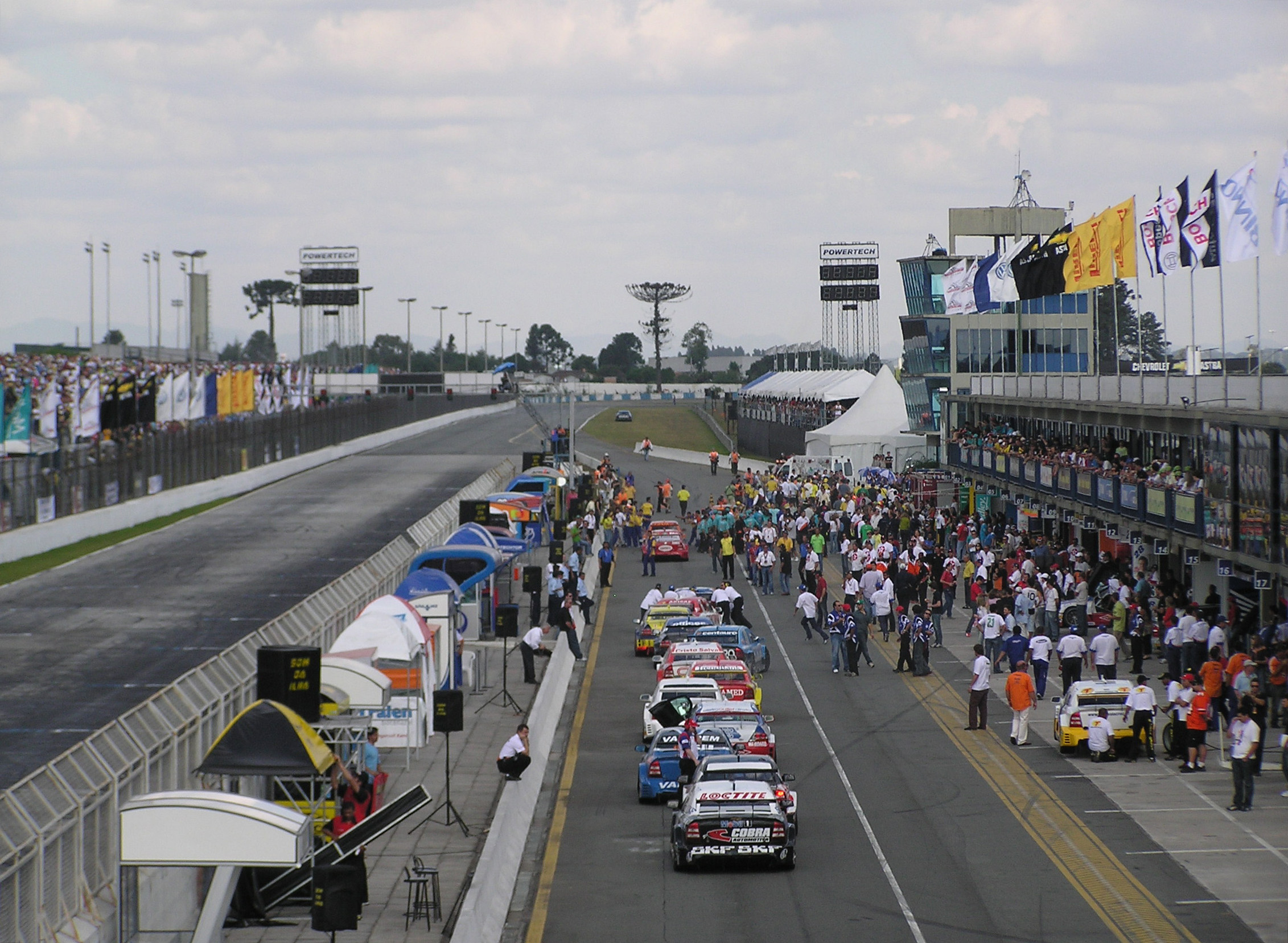
Autódromo Internacional de Curitiba durante etapa da Stock Car Brasil

O esporte praticado em Curitiba com maior visibilidade é o futebol. A modalidade chegou na cidade em 1904, trazido por Victor Ferreira do Amaral e o primeiro time profissional fundado na cidade foi o Coritiba Foot Ball Club em 1909. O estádio do "Coxa" é o Major Antônio Couto Pereira com capacidade para mais de 40 mil pessoas e o clube foi uma vez campeão brasileiro em 1985. O segundo time mais antigo em atividade é o Clube Atlético Paranaense, fundado em 1924, e que também foi uma vez campeão brasileiro em 2001. O estádio do Atlético-PR é o Joaquim Américo, ou Arena da Baixada, e tem capacidade para 42.372 torcedores, sendo considerado um dos mais modernos do país. Os dois times sustentam uma antiga rivalidade desde a década de 1920 e quando ambos se encontram, o clássico é denominado de Atletiba
O dois outros principais clubes da capital é o Paraná Clube, fundado em 19 de dezembro de 1989 da fusão de outros dois tradicionais times curitibanos, o Pinheiros e o Colorado. Por último, o J.Malucelli Futebol S/A, fundado em 1994. O Paraná Clube herdou o Estádio Durival Britto e Silva, que foi construído para a Copa do Mundo de 1950 e hoje suporta 20.083 torcedores, e o Estádio Janguito Malucelli é a casa do J.Malucelli. Com toda esta estrutura, a cidade foi sede das Copas da FIFA de 1950 e 2014.
Além dos clubes profissionais, Curitiba tem um tradicional campeonato amador desde 1917.

## Outros esportes
A cidade foi sede da Confederação Brasileira de Ginástica e em novembro é realizado a Maratona Ecológica de Curitiba, que está no calendário nacional de maratonas.
A cidade possui o autódromo Autódromo Internacional de Curitiba, onde são disputados diversos campeonatos internacionais, como o World Touring Car Championship (WTCC), a TC 2000 e a Fórmula 3 e a prestigiada nacional Stock Car, na qual Curitiba sedia 2 corridas por ano.
Devido a sua infraestrutura no esporte, Curitiba já sediou algumas etapas de campeonatos nacionais, sul-americanos e mundiais, como o Campeonato Brasileiro de Ginástica Artística de 2007, a Copa Brasil de Vôlei de 2008 e a única etapa brasileira do Campeonato Mundial de Squash.

## Personalidades esportivas
São curitibanos os três ex-pilotos de Fórmula 1, Ricardo Zonta, Enrique Bernoldi e Tarso Marques; o ex-campeão mundial de luta livre Wanderlei Silva e o medalhista de ouro nas Olimpíadas de 2004 no vôlei de praia Emanuel Rego. O alpinista Waldemar Niclevicz, primeiro brasileiro a subir o Monte Everest, mora e começou a escalar quando se mudou para Curitiba, embora tenha nascido em Foz do Iguaçu.

Estádio Major Antônio Couto Pereira

## Estrutura pública
O município oferece condições para sua população praticar esportes como corrida, ciclismo, futsal, basquete, vôlei, entre outras modalidades, em equipamentos disponíveis nas suas praças e parques.